# Tachinymphes delicatus
Tachinymphes delicatus là một loài côn trùng trong họ Mesochrysopidae thuộc bộ Neuroptera. Loài này được Ren & Yin miêu tả năm 2002.